# Gran Premio di superbike di Cremona 2025
Il Gran Premio di superbike di Cremona 2025 è stato la quarta prova del mondiale superbike del 2025. Nello stesso fine settimana si sono corsi anche la quarta prova del campionato mondiale Supersport e la seconda del Campionato mondiale WCR.

## Panoramica delle gare
Mentre sullo sfondo continuano a tenere banco discussioni su ulteriori penalizzazioni ad alcune motociclette; con maggio il mondiale Superbike arriva ad un terzo del suo calendario. Sede del Gran Premio d'Italia è, per il secondo anno consecutivo, il circuito di Cremona. Nicolò Bulega, in credito con la sorte dopo il fine settimana olandese, conquista bottino pieno con la vittoria di tutte e tre le gare dopo aver siglato la pole position. Alle spalle di Bulega, limita i danni il campione in carica Toprak Razgatlıoğlu con tre secondi posti; sempre davanti ad Álvaro Bautista.
In Supersport Federico Caricasulo conquista la pole, tredicesima in carriera nonché la prima con MV Agusta. In gara invece ad avere la meglio è Stefano Manzi che vince entrambe le prove consolidando il primato in classifica. Alle spalle di Manzi, secondo sia in gara uno che in gara due, si posiziona un coriaceo Tom Booth-Amos, particolarmente a suo agio su questa pista dove andò a podio anche nell'annata precedente. Primo podio in carriera per Jaume Masiá, alla prima stagione con le motociclette derivate dalla serie.
Gara uno del mondiale WCR vede il primo successo di Roberta Ponziani, con la compagna di squadra María Herrera in seconda posizione a completare la doppietta per il team Forward Racing. Quella di Ponziani è anche la prima vittoria di una pilotessa non spagnola in questo campionato. Posizioni invertite in gara due con Beatriz Neila a completare il podio in entrambe le prove. La classifica parziale, ad un terzo della stagione, risulta più corta dell'annata precedente, con le prime cinque racchiuse in una cinquantina di punti.

## Superbike gara 1

### Arrivati al traguardo
| Pos. | Nº | Pilota               | Squadra                   | Motocicletta        | Giri | Tempo     | Griglia | Punti |
| ---- | -- | -------------------- | ------------------------- | ------------------- | ---- | --------- | ------- | ----- |
| 1º   | 11 | Nicolò Bulega        | Aruba.it Racing - Ducati  | Ducati Panigale V4R | 20   | 34'20.705 | 1º      | 25    |
| 2º   | 1  | Toprak Razgatlıoğlu  | Rokit BMW Motorrad        | BMW M1000 RR        | 20   | +2.835    | 3º      | 20    |
| 3º   | 19 | Álvaro Bautista      | Aruba.it Racing - Ducati  | Ducati Panigale V4R | 20   | +11.424   | 4º      | 16    |
| 4º   | 29 | Andrea Iannone       | Team GoEleven             | Ducati Panigale V4R | 20   | +23.247   | 6º      | 13    |
| 5º   | 97 | Xavi Vierge          | Team HRC                  | Honda CBR1000 RR-R  | 20   | +23.778   | 5º      | 11    |
| 6º   | 87 | Remy Gardner         | GYTR GRT Yamaha           | Yamaha YZF R1       | 20   | +24.115   | 7º      | 10    |
| 7º   | 9  | Danilo Petrucci      | Barni Spark Racing        | Ducati Panigale V4R | 20   | +24.757   | 13º     | 9     |
| 8º   | 60 | Michael van der Mark | Rokit BMW Motorrad        | BMW M1000 RR        | 20   | +25.229   | 9º      | 8     |
| 9º   | 47 | Axel Bassani         | Bimota by Kawasaki Racing | Bimota KB998 Rimini | 20   | +25.461   | 12º     | 7     |
| 10º  | 45 | Scott Redding        | MGM Bonovo Racing         | Ducati Panigale V4R | 20   | +25.838   | 10º     | 6     |
| 11º  | 22 | Alex Lowes           | Bimota by Kawasaki Racing | Bimota KB998 Rimini | 20   | +26.190   | 16º     | 5     |
| 12º  | 14 | Sam Lowes            | ELF Marc VDS Racing Team  | Ducati Panigale V4R | 20   | +26.963   | 2º      | 4     |
| 13º  | 77 | Dominique Aegerter   | GYTR GRT Yamaha           | Yamaha YZF R1       | 20   | +30.454   | 14º     | 3     |
| 14º  | 5  | Yari Montella        | Barni Spark Racing        | Ducati Panigale V4R | 20   | +35.048   | 15º     | 2     |
| 15º  | 31 | Garrett Gerloff      | Kawasaki Racing           | Kawasaki ZX-10RR    | 20   | +35.275   | 18º     | 1     |
| 16º  | 17 | Ryan Vickers         | Team Motocorsa Racing     | Ducati Panigale V4R | 20   | +38.628   | 20º     |       |
| 17º  | 99 | Bahattin Sofuoğlu    | Yamaha Motoxracing        | Yamaha YZF R1       | 20   | +40.761   | 19º     |       |
| 18º  | 55 | Andrea Locatelli     | Pata Yamaha Prometeon     | Yamaha YZF R1       | 20   | +51.202   | 11º     |       |
| 19º  | 65 | Jonathan Rea         | Pata Yamaha Prometeon     | Yamaha YZF R1       | 20   | +54.558   | 17º     |       |
| 20º  | 21 | Zaqhwan Zaidi        | Petronas MIE Racing Honda | Honda CBR1000 RR-R  | 20   | +1'23.994 | 24º     |       |

### Ritirati
| Nº | Pilota           | Squadra                   | Motocicletta        | Giri | Griglia |
| -- | ---------------- | ------------------------- | ------------------- | ---- | ------- |
| 7  | Iker Lecuona     | Team HRC                  | Honda CBR1000 RR-R  | 15   | 8º      |
| 95 | Tarran Mackenzie | Petronas MIE Racing Honda | Honda CBR1000 RR-R  | 6    | 22º     |
| 16 | Gabriele Ruiu    | Bmax                      | Ducati Panigale V4R | 3    | 23º     |
| 53 | Esteve Rabat     | Yamaha Motoxracing        | Yamaha YZF R1       | 0    | 21º     |

## Superbike gara superpole

### Arrivati al traguardo
| Pos. | Nº | Pilota               | Squadra                   | Motocicletta        | Giri | Tempo     | Griglia | Punti |
| ---- | -- | -------------------- | ------------------------- | ------------------- | ---- | --------- | ------- | ----- |
| 1º   | 11 | Nicolò Bulega        | Aruba.it Racing - Ducati  | Ducati Panigale V4R | 10   | 14'47.489 | 1º      | 12    |
| 2º   | 1  | Toprak Razgatlıoğlu  | Rokit BMW Motorrad        | BMW M1000 RR        | 10   | +1.456    | 3º      | 9     |
| 3º   | 19 | Álvaro Bautista      | Aruba.it Racing - Ducati  | Ducati Panigale V4R | 10   | +6.060    | 4º      | 7     |
| 4º   | 14 | Sam Lowes            | ELF Marc VDS Racing Team  | Ducati Panigale V4R | 10   | +7.154    | 2º      | 6     |
| 5º   | 97 | Xavi Vierge          | Team HRC                  | Honda CBR1000 RR-R  | 10   | +10.838   | 5º      | 5     |
| 6º   | 9  | Danilo Petrucci      | Barni Spark Racing        | Ducati Panigale V4R | 10   | +11.328   | 13º     | 4     |
| 7º   | 55 | Andrea Locatelli     | Pata Yamaha Prometeon     | Yamaha YZF R1       | 10   | +12.627   | 8º      | 3     |
| 8º   | 29 | Andrea Iannone       | Team GoEleven             | Ducati Panigale V4R | 10   | +12.864   | 6º      | 2     |
| 9º   | 60 | Michael van der Mark | Rokit BMW Motorrad        | BMW M1000 RR        | 10   | +13.362   | 10º     | 1     |
| 10º  | 87 | Remy Gardner         | GYTR GRT Yamaha           | Yamaha YZF R1       | 10   | +14.290   | 7º      |       |
| 11º  | 45 | Scott Redding        | MGM Bonovo Racing         | Ducati Panigale V4R | 10   | +14.742   | 11º     |       |
| 12º  | 22 | Alex Lowes           | Bimota by Kawasaki Racing | Bimota KB998 Rimini | 10   | +14.952   | 16º     |       |
| 13º  | 77 | Dominique Aegerter   | GYTR GRT Yamaha           | Yamaha YZF R1       | 10   | +16.165   | 14º     |       |
| 14º  | 5  | Yari Montella        | Barni Spark Racing        | Ducati Panigale V4R | 10   | +17.208   | 15º     |       |
| 15º  | 31 | Garrett Gerloff      | Kawasaki Racing           | Kawasaki ZX-10RR    | 10   | +17.507   | 18º     |       |
| 16º  | 65 | Jonathan Rea         | Pata Yamaha Prometeon     | Yamaha YZF R1       | 10   | +19.242   | 17º     |       |
| 17º  | 17 | Ryan Vickers         | Team Motocorsa Racing     | Ducati Panigale V4R | 10   | +19.471   | 20º     |       |
| 18º  | 47 | Axel Bassani         | Bimota by Kawasaki Racing | Bimota KB998 Rimini | 10   | +19.849   | 12º     |       |
| 19º  | 99 | Bahattin Sofuoğlu    | Yamaha Motoxracing        | Yamaha YZF R1       | 10   | +20.904   | 19º     |       |
| 20º  | 53 | Esteve Rabat         | Yamaha Motoxracing        | Yamaha YZF R1       | 10   | +25.885   | 21º     |       |
| 21º  | 16 | Gabriele Ruiu        | Bmax                      | Ducati Panigale V4R | 10   | +34.146   | 23º     |       |
| 22º  | 21 | Zaqhwan Zaidi        | Petronas MIE Racing Honda | Honda CBR1000 RR-R  | 10   | +38.914   | 24º     |       |

### Ritirati
| Nº | Pilota           | Squadra                   | Motocicletta       | Giri | Griglia |
| -- | ---------------- | ------------------------- | ------------------ | ---- | ------- |
| 7  | Iker Lecuona     | Team HRC                  | Honda CBR1000 RR-R | 8    | 9º      |
| 95 | Tarran Mackenzie | Petronas MIE Racing Honda | Honda CBR1000 RR-R | 7    | 22º     |

## Superbike gara 2

### Arrivati al traguardo
| Pos. | Nº | Pilota               | Squadra                   | Motocicletta        | Giri | Tempo     | Griglia | Punti |
| ---- | -- | -------------------- | ------------------------- | ------------------- | ---- | --------- | ------- | ----- |
| 1º   | 11 | Nicolò Bulega        | Aruba.it Racing - Ducati  | Ducati Panigale V4R | 20   | 34'13.392 | 1º      | 25    |
| 2º   | 1  | Toprak Razgatlıoğlu  | Rokit BMW Motorrad        | BMW M1000 RR        | 20   | +1.826    | 2º      | 20    |
| 3º   | 19 | Álvaro Bautista      | Aruba.it Racing - Ducati  | Ducati Panigale V4R | 20   | +8.885    | 3º      | 16    |
| 4º   | 9  | Danilo Petrucci      | Barni Spark Racing        | Ducati Panigale V4R | 20   | +17.888   | 6º      | 13    |
| 5º   | 14 | Sam Lowes            | ELF Marc VDS Racing Team  | Ducati Panigale V4R | 20   | +22.131   | 4º      | 11    |
| 6º   | 7  | Iker Lecuona         | Team HRC                  | Honda CBR1000 RR-R  | 20   | +22.333   | 11º     | 11    |
| 6º   | 97 | Xavi Vierge          | Team HRC                  | Honda CBR1000 RR-R  | 20   | +22.950   | 5º      | 11    |
| 8º   | 55 | Andrea Locatelli     | Pata Yamaha Prometeon     | Yamaha YZF R1       | 20   | +24.813   | 7º      | 8     |
| 9º   | 60 | Michael van der Mark | Rokit BMW Motorrad        | BMW M1000 RR        | 20   | +26.202   | 9º      | 7     |
| 10º  | 87 | Remy Gardner         | GYTR GRT Yamaha           | Yamaha YZF R1       | 20   | +26.889   | 10º     | 6     |
| 11º  | 22 | Alex Lowes           | Bimota by Kawasaki Racing | Bimota KB998 Rimini | 20   | +27.069   | 16º     | 5     |
| 12º  | 31 | Garrett Gerloff      | Kawasaki Racing           | Kawasaki ZX-10RR    | 20   | +29.127   | 18º     | 4     |
| 13º  | 45 | Scott Redding        | MGM Bonovo Racing         | Ducati Panigale V4R | 20   | +30.880   | 12º     | 3     |
| 14º  | 29 | Andrea Iannone       | Team GoEleven             | Ducati Panigale V4R | 20   | +31.586   | 8º      | 2     |
| 15º  | 47 | Axel Bassani         | Bimota by Kawasaki Racing | Bimota KB998 Rimini | 20   | +32.225   | 13º     | 1     |
| 16º  | 5  | Yari Montella        | Barni Spark Racing        | Ducati Panigale V4R | 20   | +32.609   | 15º     |       |
| 17º  | 99 | Bahattin Sofuoğlu    | Yamaha Motoxracing        | Yamaha YZF R1       | 20   | +43.500   | 19º     |       |
| 18º  | 65 | Jonathan Rea         | Pata Yamaha Prometeon     | Yamaha YZF R1       | 20   | +44.225   | 17º     |       |
| 19º  | 77 | Dominique Aegerter   | GYTR GRT Yamaha           | Yamaha YZF R1       | 20   | +1'07.338 | 14º     |       |
| 20º  | 21 | Zaqhwan Zaidi        | Petronas MIE Racing Honda | Honda CBR1000 RR-R  | 20   | +1'18.660 | 24º     |       |

### Ritirati
| Nº | Pilota           | Squadra                   | Motocicletta        | Giri | Griglia |
| -- | ---------------- | ------------------------- | ------------------- | ---- | ------- |
| 53 | Esteve Rabat     | Yamaha Motoxracing        | Yamaha YZF R1       | 6    | 21º     |
| 95 | Tarran Mackenzie | Petronas MIE Racing Honda | Honda CBR1000 RR-R  | 5    | 22º     |
| 17 | Ryan Vickers     | Team Motocorsa Racing     | Ducati Panigale V4R | 4    | 20º     |
| 16 | Gabriele Ruiu    | Bmax                      | Ducati Panigale V4R | 1    | 23º     |

## Supersport gara 1

### Arrivati al traguardo
| Pos. | Nº | Pilota              | Squadra                       | Motocicletta                 | Giri | Tempo     | Griglia | Punti |
| ---- | -- | ------------------- | ----------------------------- | ---------------------------- | ---- | --------- | ------- | ----- |
| 1º   | 62 | Stefano Manzi       | Ten Kate Racing Yamaha        | Yamaha YZF-R9                | 20   | 30'58.742 | 3º      | 25    |
| 2º   | 69 | Tom Booth-Amos      | PTR Triumph                   | Triumph Street Triple RS 765 | 20   | +0.344    | 7º      | 20    |
| 3º   | 53 | Valentin Debise     | Renzi Corse                   | Ducati Panigale V2           | 20   | +0.601    | 8º      | 16    |
| 4º   | 51 | Jaume Masiá         | Orelac Racing Verdnatura      | Ducati Panigale V2           | 20   | +1.109    | 4º      | 13    |
| 5º   | 94 | Lucas Mahias        | GMT94 Yamaha                  | Yamaha YZF-R9                | 20   | +5.628    | 6º      | 11    |
| 6º   | 20 | Xavier Cardelús     | Orelac Racing Verdnatura      | Ducati Panigale V2           | 20   | +6.541    | 10º     | 10    |
| 7º   | 11 | Bo Bendsneyder      | MV Agusta Reparto Corse       | MV Agusta F3 800 RR          | 20   | +8.756    | 5º      | 9     |
| 8º   | 77 | Filippo Farioli     | MV Agusta Reparto Corse       | MV Agusta F3 800 RR          | 20   | +12.701   | 11º     | 8     |
| 9º   | 57 | Aldi Satya Mahendra | Evan Bros. Yamaha             | Yamaha YZF-R9                | 20   | +12.926   | 12º     | 7     |
| 10º  | 23 | Marcel Schrötter    | WRP Racing                    | Ducati Panigale V2           | 20   | +13.251   | 17º     | 6     |
| 11º  | 5  | Niccolò Antonelli   | VTF Racing                    | Yamaha YZF-R9                | 20   | +15.125   | 9º      | 5     |
| 12º  | 32 | Oliver Bayliss      | PTR Triumph                   | Triumph Street Triple RS 765 | 20   | +15.182   | 14º     | 4     |
| 13º  | 52 | Jeremy Alcoba       | Kawasaki Racing               | Kawasaki ZX-6R-636           | 20   | +17.375   | 16º     | 3     |
| 14º  | 64 | Federico Caricasulo | Motozoo ME AIR Racing         | MV Agusta F3 800 RR          | 20   | +17.457   | 1º      | 2     |
| 15º  | 65 | Philipp Öttl        | Feel Racing SSP Team          | Ducati Panigale V2           | 20   | +22.345   | 15º     | 1     |
| 16º  | 31 | Yuki Okamoto        | Ten Kate Racing Yamaha        | Yamaha YZF-R9                | 20   | +28.194   | 22º     |       |
| 17º  | 24 | Leonardo Taccini    | Ecosantagata Althea Racing    | Ducati Panigale V2           | 20   | +28.639   | 20º     |       |
| 18º  | 13 | Mattia Rato         | Team Rosso e Nero             | Yamaha YZF-R6                | 20   | +28.884   | 27º     |       |
| 19º  | 50 | Ondřej Vostatek     | WRP Racing                    | Ducati Panigale V2           | 20   | +32.188   | 25º     |       |
| 20º  | 68 | Luke Power          | Motozoo ME AIR Racing         | MV Agusta F3 800 RR          | 20   | +37.966   | 23º     |       |
| 21º  | 42 | Federico Fuligni    | Kuja Racing                   | Ducati Panigale V2           | 20   | +39.167   | 28º     |       |
| 22º  | 16 | Bryan D'Onofrio     | EAB Racing Team               | Ducati Panigale V2           | 20   | +42.128   | 29º     |       |
| 23º  | 3  | Raffaele De Rosa    | QJ Motor Factory Racing       | QJ Motor SRK 800 RR          | 20   | +43.218   | 24º     |       |
| 24º  | 28 | Glenn van Straalen  | DG34 Racing                   | Ducati Panigale V2           | 20   | +50.243   | 26º     |       |
| 25º  | 33 | Eduardo Montero     | DG34 Racing                   | Ducati Panigale V2           | 20   | +55.894   | 31º     |       |
| 26º  | 63 | Syarifuddin Azman   | Petronas MIE Racing Honda     | Honda CBR600RR               | 20   | +56.117   | 32º     |       |
| 27º  | 22 | Ana Carrasco        | Honda Racing World Supersport | Honda CBR600RR               | 20   | +1'02.801 | 30º     |       |

### Non classificato
| Nº | Pilota   | Squadra           | Motocicletta  | Giri | Griglia |
| -- | -------- | ----------------- | ------------- | ---- | ------- |
| 61 | Can Öncü | Evan Bros. Yamaha | Yamaha YZF-R9 | 14   | 2º      |

### Ritirati
| Nº | Pilota                | Squadra                             | Motocicletta        | Giri | Griglia |
| -- | --------------------- | ----------------------------------- | ------------------- | ---- | ------- |
| 21 | Michael Ruben Rinaldi | GMT94 Yamaha                        | Yamaha YZF-R9       | 11   | 19º     |
| 9  | Andy Verdoïa          | Team Flembbo-Pilote Moto Production | MV Agusta F3 800 RR | 11   | 33º     |
| 43 | Simon Jespersen       | Ecosantagata Althea Racing          | Ducati Panigale V2  | 5    | 13º     |
| 27 | Kaito Toba            | Petronas MIE Racing Honda           | Honda CBR600RR      | 3    | 18º     |
| 6  | Corentin Perolari     | Honda Racing World Supersport       | Honda CBR600RR      | 3    | 21º     |

## Supersport gara 2

### Arrivati al traguardo
| Pos. | Nº | Pilota                | Squadra                             | Motocicletta                 | Giri | Tempo     | Griglia | Punti |
| ---- | -- | --------------------- | ----------------------------------- | ---------------------------- | ---- | --------- | ------- | ----- |
| 1º   | 62 | Stefano Manzi         | Ten Kate Racing Yamaha              | Yamaha YZF-R9                | 20   | 30'55.201 | 2º      | 25    |
| 2º   | 69 | Tom Booth-Amos        | PTR Triumph                         | Triumph Street Triple RS 765 | 20   | +0.396    | 1º      | 20    |
| 3º   | 51 | Jaume Masiá           | Orelac Racing Verdnatura            | Ducati Panigale V2           | 20   | +0.721    | 3º      | 16    |
| 4º   | 94 | Lucas Mahias          | GMT94 Yamaha                        | Yamaha YZF-R9                | 20   | +6.304    | 5º      | 13    |
| 5º   | 11 | Bo Bendsneyder        | MV Agusta Reparto Corse             | MV Agusta F3 800 RR          | 20   | +9.290    | 7º      | 11    |
| 6º   | 77 | Filippo Farioli       | MV Agusta Reparto Corse             | MV Agusta F3 800 RR          | 20   | +14.306   | 11º     | 10    |
| 7º   | 20 | Xavier Cardelús       | Orelac Racing Verdnatura            | Ducati Panigale V2           | 20   | +15.123   | 8º      | 9     |
| 8º   | 52 | Jeremy Alcoba         | Kawasaki Racing                     | Kawasaki ZX-6R-636           | 20   | +15.731   | 16º     | 8     |
| 9º   | 64 | Federico Caricasulo   | Motozoo ME AIR Racing               | MV Agusta F3 800 RR          | 20   | +15.879   | 9º      | 7     |
| 10º  | 57 | Aldi Satya Mahendra   | Evan Bros. Yamaha                   | Yamaha YZF-R9                | 20   | +16.141   | 12º     | 6     |
| 11º  | 23 | Marcel Schrötter      | WRP Racing                          | Ducati Panigale V2           | 20   | +16.270   | 17º     | 5     |
| 12º  | 24 | Leonardo Taccini      | Ecosantagata Althea Racing          | Ducati Panigale V2           | 20   | +16.868   | 20º     | 4     |
| 13º  | 32 | Oliver Bayliss        | PTR Triumph                         | Triumph Street Triple RS 765 | 20   | +17.000   | 14º     | 3     |
| 14º  | 31 | Yuki Okamoto          | Ten Kate Racing Yamaha              | Yamaha YZF-R9                | 20   | +23.263   | 22º     | 2     |
| 15º  | 27 | Kaito Toba            | Petronas MIE Racing Honda           | Honda CBR600RR               | 20   | +24.650   | 18º     | 1     |
| 16º  | 50 | Ondřej Vostatek       | WRP Racing                          | Ducati Panigale V2           | 20   | +29.475   | 25º     |       |
| 17º  | 13 | Mattia Rato           | Team Rosso e Nero                   | Yamaha YZF-R6                | 20   | +30.979   | 27º     |       |
| 18º  | 28 | Glenn van Straalen    | DG34 Racing                         | Ducati Panigale V2           | 20   | +31.236   | 26º     |       |
| 19º  | 42 | Federico Fuligni      | Kuja Racing                         | Ducati Panigale V2           | 20   | +32.682   | 28º     |       |
| 20º  | 21 | Michael Ruben Rinaldi | GMT94 Yamaha                        | Yamaha YZF-R9                | 20   | +33.858   | 19º     |       |
| 21º  | 16 | Bryan D'Onofrio       | EAB Racing Team                     | Ducati Panigale V2           | 20   | +47.754   | 29º     |       |
| 22º  | 3  | Raffaele De Rosa      | QJ Motor Factory Racing             | QJ Motor SRK 800 RR          | 20   | +49.257   | 24º     |       |
| 23º  | 33 | Eduardo Montero       | DG34 Racing                         | Ducati Panigale V2           | 20   | +51.098   | 31º     |       |
| 24º  | 9  | Andy Verdoïa          | Team Flembbo-Pilote Moto Production | MV Agusta F3 800 RR          | 20   | +1'05.571 | 33º     |       |

### Ritirati
| Nº | Pilota            | Squadra                       | Motocicletta        | Giri | Griglia |
| -- | ----------------- | ----------------------------- | ------------------- | ---- | ------- |
| 65 | Philipp Öttl      | Feel Racing SSP Team          | Ducati Panigale V2  | 17   | 15º     |
| 61 | Can Öncü          | Evan Bros. Yamaha             | Yamaha YZF-R9       | 17   | 6º      |
| 53 | Valentin Debise   | Renzi Corse                   | Ducati Panigale V2  | 16   | 4º      |
| 22 | Ana Carrasco      | Honda Racing World Supersport | Honda CBR600RR      | 15   | 30º     |
| 68 | Luke Power        | Motozoo ME AIR Racing         | MV Agusta F3 800 RR | 15   | 23º     |
| 5  | Niccolò Antonelli | VTF Racing                    | Yamaha YZF-R9       | 12   | 10º     |
| 6  | Corentin Perolari | Honda Racing World Supersport | Honda CBR600RR      | 12   | 21º     |
| 63 | Syarifuddin Azman | Petronas MIE Racing Honda     | Honda CBR600RR      | 7    | 32º     |
| 43 | Simon Jespersen   | Ecosantagata Althea Racing    | Ducati Panigale V2  | 5    | 13º     |

## WCR gara 1

### Arrivate al traguardo
| Pos. | Nº | Pilota              | Squadra                               | Giri | Tempo     | Griglia | Punti |
| ---- | -- | ------------------- | ------------------------------------- | ---- | --------- | ------- | ----- |
| 1º   | 96 | Roberta Ponziani    | Klint Forward Factory Team            | 12   | 20'12.266 | 2º      | 25    |
| 2º   | 6  | María Herrera       | Klint Forward Factory Team            | 12   | +0.150    | 1º      | 20    |
| 3º   | 36 | Beatriz Neila       | Ampito Crescent Yamaha                | 12   | +0.397    | 4º      | 16    |
| 4º   | 83 | Astrid Madrigal     | Pons ITALIKA Racing FIMLA             | 12   | +6.377    | 6º      | 13    |
| 5º   | 64 | Sara Sanchez        | Terra&Vita GTR Racing Team            | 12   | +6.616    | 5º      | 11    |
| 6º   | 64 | Avalon Lewis        | Carl Cox Motor Sport                  | 12   | +10.022   | 6º      | 10    |
| 7º   | 8  | Tayla Relph         | Full Throttle Racing                  | 12   | +19.707   | 8º      | 9     |
| 8º   | 17 | Lucie Boudesseul    | GMT94 Yamaha                          | 12   | +20.358   | 13º     | 8     |
| 9º   | 99 | Isis Carreno        | Pons ITALIKA Racing FIMLA             | 12   | +20.583   | 15º     | 7     |
| 10º  | 46 | Pakita Ruiz         | PR46+1 Racing Team                    | 12   | +21.416   | 9º      | 6     |
| 11º  | 51 | Chloe Jones         | GR Motorsport                         | 12   | +22.000   | 7º      | 5     |
| 12º  | 16 | Lucy Michel         | TSL-Racing                            | 12   | +24.716   | 10º     | 4     |
| 13º  | 19 | Adela Ourednickova  | DaftMotoracing by Smrž                | 12   | +34.104   | 16º     | 3     |
| 14º  | 20 | Natalia Rivera      | Terra&Vita GTR Racing Team            | 12   | +34.751   | 14º     | 2     |
| 15º  | 88 | Denise Dal Zotto    | Affinity Sports Academy Rokit Rookies | 12   | +34.891   | 17º     | 1     |
| 16º  | 33 | Chun Mei Lui        | WT Racing Team Taiwan                 | 12   | +46.905   | 19º     |       |
| 17º  | 76 | Jamie Hanks-Elliott | Hanks Racing                          | 12   | +47.144   | 20º     |       |
| 18º  | 28 | Ornella Ongaro      | 511 Racing Experience                 | 12   | +49.932   | 18º     |       |
| 19º  | 32 | Sonya Lloyd         | Team Trasimeno                        | 12   | +1'00.356 | 21º     |       |
| 20º  | 29 | Billee Fuller       | Carl Cox Motor Sport                  | 12   | +1'01.592 | 22º     |       |
| 21º  | 94 | Beatrice Barbera    | Team GP3 AD11                         | 12   | +1'12.082 | 23º     |       |
| 22º  | 22 | Madalena Simoes     | FB Racing Team                        | 12   | +1'30.635 | 24º     |       |

### Ritirate
| Nº | Pilota         | Squadra         | Giri | Griglia |
| -- | -------------- | --------------- | ---- | ------- |
| 52 | Jessica Howden | Team Trasimeno  | 3    | 25º     |
| 14 | Mallory Dobbs  | Diva Racing     | 2    | 11º     |
| 4  | Emily Bondi    | Zelos Trasimeno | 2    | 12º     |

## WCR gara 2

### Arrivate al traguardo
| Pos. | Nº | Pilota              | Squadra                               | Giri | Tempo     | Griglia | Punti |
| ---- | -- | ------------------- | ------------------------------------- | ---- | --------- | ------- | ----- |
| 1º   | 6  | María Herrera       | Klint Forward Factory Team            | 12   | 20'10.275 | 2º      | 25    |
| 2º   | 96 | Roberta Ponziani    | Klint Forward Factory Team            | 12   | +0.202    | 1º      | 20    |
| 3º   | 36 | Beatriz Neila       | Ampito Crescent Yamaha                | 12   | +0.288    | 3º      | 16    |
| 4º   | 64 | Sara Sanchez        | Terra&Vita GTR Racing Team            | 12   | +2.445    | 4º      | 13    |
| 5º   | 64 | Avalon Lewis        | Carl Cox Motor Sport                  | 12   | +8.557    | 5º      | 11    |
| 6º   | 83 | Astrid Madrigal     | Pons ITALIKA Racing FIMLA             | 12   | +15.232   | 6º      | 10    |
| 7º   | 46 | Pakita Ruiz         | PR46+1 Racing Team                    | 12   | +15.397   | 11º     | 9     |
| 8º   | 51 | Chloe Jones         | GR Motorsport                         | 12   | +21.500   | 10º     | 8     |
| 9º   | 17 | Lucie Boudesseul    | GMT94 Yamaha                          | 12   | +22.146   | 7º      | 7     |
| 10º  | 8  | Tayla Relph         | Full Throttle Racing                  | 12   | +22.526   | 9º      | 6     |
| 11º  | 16 | Lucy Michel         | TSL-Racing                            | 12   | +27.282   | 12º     | 5     |
| 12º  | 14 | Mallory Dobbs       | Diva Racing                           | 12   | +34.875   | 13º     | 4     |
| 13º  | 4  | Emily Bondi         | Zelos Trasimeno                       | 12   | +35.667   | 14º     | 3     |
| 14º  | 88 | Denise Dal Zotto    | Affinity Sports Academy Rokit Rookies | 12   | +36.844   | 17º     | 2     |
| 15º  | 28 | Ornella Ongaro      | 511 Racing Experience                 | 12   | +37.109   | 18º     | 1     |
| 16º  | 19 | Adela Ourednickova  | DaftMotoracing by Smrž                | 12   | +37.311   | 16º     |       |
| 17º  | 52 | Jessica Howden      | Team Trasimeno                        | 12   | +38.287   | 25º     |       |
| 18º  | 20 | Natalia Rivera      | Terra&Vita GTR Racing Team            | 12   | +43.700   | 15º     |       |
| 19º  | 33 | Chun Mei Lui        | WT Racing Team Taiwan                 | 12   | +44.034   | 19º     |       |
| 20º  | 76 | Jamie Hanks-Elliott | Hanks Racing                          | 12   | +50.531   | 20º     |       |
| 21º  | 32 | Sonya Lloyd         | Team Trasimeno                        | 12   | +1'04.299 | 21º     |       |
| 22º  | 29 | Billee Fuller       | Carl Cox Motor Sport                  | 12   | +1'04.288 | 22º     |       |
| 23º  | 94 | Beatrice Barbera    | Team GP3 AD11                         | 12   | +1'30.314 | 23º     |       |

### Ritirate
| Nº | Pilota          | Squadra                   | Giri | Griglia |
| -- | --------------- | ------------------------- | ---- | ------- |
| 99 | Isis Carreno    | Pons ITALIKA Racing FIMLA | 1    | 8º      |
| 22 | Madalena Simoes | FB Racing Team            | 0    | 24º     |